# Toffia

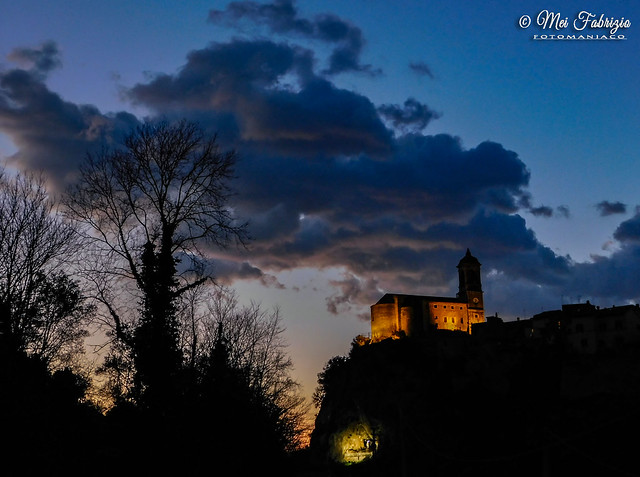
Toffia

Toffia è un comune italiano di 1 058 abitanti della provincia di Rieti nel Lazio.

## Geografia fisica

### Territorio
Toffia sorge a 262 metri di altezza sul livello del mare, sulle ultime propaggini meridionali dei monti Sabini.

### Clima
Classificazione climatica: zona D, 1830 GR/G

## Storia
Numerosi ritrovamenti archeologici dimostrano che la zona dell'attuale Toffia fu abitata già a partire dall’età del bronzo medio, circa 1.200 anni prima di Cristo.
L'insediamento protostorico venne rinvenuto dalla Barich nel 1969 ai piedi di un colle, in località Cerreto, di fronte al paese di Toffia ed a ridosso della Via Farense.
Qui sorgeva un abitato ad attività stanziale di allevamento, posizionato lungo un itinerario di transumanza, rimasto anonimo per anni e che soltanto oggi è stato possibile identificare con l’antica Suna, città degli Aborigeni.
Alla media età del Bronzo appartengono alcuni frammenti con decorazione a nastro riempito da fitto tratteggio. Altri frammenti presentavano una particolare decorazione a losanghe concentriche. La maggior parte dei reperti era costituito da vasellame da cucina e da mensa. Per lo stoccaggio delle granaglie invece veniva utilizzato un dolio cilindrico di grandi dimensioni. È probabile che durante l’età del Bronzo l’insediamento occupasse anche l’area del centro storico di Toffia, che sorge sopra uno sperone roccioso, in quanto le pareti di roccia ne costituivano una difesa naturale. 
Sorprende come la distanza di 40 stadi riportata da Dionigi tra le città aborigene di Suesbula (Monte Calvo, presso Osteria Nuova) e Suna (Toffia) coincida perfettamente con la distanza che intercorre ancora oggi tra gli insediamenti protostorici di Monte Calvo e Toffia, ovvero 7,3 km.
Nel territorio di Toffia, alle propaggini del Monte degli Elci (in località Monte Carpignano) sono presenti alcuni terrazzamenti in opera poligonale. Alcuni di questi muraglioni vennero eretti per imbrigliare i detriti torrentizi provenienti dal monte, a protezione di una villa romana rinvenuta poco più a valle. L'opera poligonale è di III maniera e si data al II secolo a.C. 
Un altro muraglione in opera poligonale di III maniera, conservato sulla sommità, sembra invece che servisse per circoscrivere la cima del monte, evidentemente a scopo sacrale.
Sebbene le notizie sulla nascita del paese siano rare e frammentarie, alcuni manoscritti e pergamene medievali fanno risalire la data di fondazione del castrum Tophiae ai primi anni del X secolo, periodo in cui risulta tra i possessi dei benedettini di Farfa.
Non si può affermare con certezza quale sia l'origine del nome del paese, ma si ipotizza possa derivare o dal nome del suo presunto fondatore (un certo Teofilo, di cui non si hanno molte notizie), o dal termine latino tophium ("tufo") con cui gli autori dell'epoca indicavano la dura pietra su cui successivamente è stato edificato il borgo.
Analizzando il suo aspetto costruttivo appare evidente che venne edificato in cima ad uno scosceso sperone di roccia a scopi puramente difensivi. Infatti grazie alla posizione in altura e agli aspri percorsi di accesso, il borgo poteva essere difeso e controllato nella miglior maniera possibile.
Fin dalla sua fondazione il paese subì la forte influenza della vicina e potente abbazia di Farfa che, oltre ad offrire protezione e salvaguardia, in qualche modo trascinò gli abitanti nel centenario conflitto contro i Duchi di Spoleto.
Nei secoli successivi a contendersi il possesso del territorio toffiese furono due importanti famiglie romane: gli Orsini e i Colonna. 
La contrapposizione tra le diverse fazioni era tale che il paese fu letteralmente diviso in due porzioni totalmente separate e indipendenti tra di loro. La parte più in basso del borgo era controllata dagli Orsini (che qui costruirono il loro palazzo, attuale sede comunale) mentre la zona più elevata (dove successivamente è stata edificata la chiesa di S. Maria Nova) era sotto il dominio dei Colonna.
La maggior parte dei palazzi storici toffiesi sono stati edificati proprio in questo periodo.
Oltre al già citato Palazzo Orsini (del 1400), sede attuale del Comune, degni di nota sono anche Casa Oddoni (del 1300) e Palazzo Ruffetti (del 1400) in Via Porta Maggiore, Palazzo Palma (del 1600) in Via Montecavallo, Casa Orsini (del 1300) in Via Castel Di Dentro, Palazzo Bufalini (del 1500) e Casa Cappucci (del 1300, di cui conserva bellissime finestre).
Nel 1219 Toffia fu visitata da papa Onorio III, diretto a Rieti; accolse, sia pur brevemente, san Francesco d'Assisi; nel '400 San Bernardino da Siena vi fondò la Confraternita del Gonfalone; nel 1637 ottenne da papa Urbano VIII il seminario abbaziale, trasferito successivamente a San Salvatore Maggiore. Il 20 settembre 1798 gli abitanti di Toffia palesarono la loro fedeltà alla Chiesa scendendo numerosi in strada a salutare papa Pio VI che si dirigeva verso l'esilio di Siena.
La chiesa più antica di Toffia è quella di San Lorenzo (patrono del paese) che, già esistente nel X secolo, sarebbe stata eretta su un preesistente tempio pagano dedicato a Giano.
Dopo le devastazioni saracene in Sabina, San Lorenzo fu elevata al titolo di Cattedrale divenendo sede del vescovo di Foronovo: venne perciò annoverata anche nei secoli seguenti come secunda Sedis in Sabinis dopo la cattedrale di Santa Maria in Vescovio. La struttura della chiesa risale al tardo XIII secolo. Nel XVII secolo fu completamente rifatta l'abside, ridotta in forma quadrata rispetto all'originario andamento semicircolare. In facciata sono murate lastre di epoca romana e altomedievale, con raffigurazioni geometriche e zoomorfe.
Nella parrocchiale, risalente al 1696, sono custoditi un quadro attribuito alla scuola di Carlo Maratta, raffigurante una Vergine col Bambino, nonché una pregevole croce reliquiaria d’argento.

### Simboli
Lo stemma e il gonfalone sono stati concessi con decreto del presidente della Repubblica del 29 ottobre 1997.
Il gonfalone è un drappo di rosso.

## Società

### Evoluzione demografica
Abitanti censiti

Seppur Toffia sia un piccolo comune, sono presenti diverse Associazioni che lo rendono un paese vivo e accogliente, le Associazioni attive sono: Pro Loco Toffia, Banda Musicale di Toffia, 33 Officina Creativa, Centro Sociale Aziani, ASD Toffia Sport, 33 Tophium, Reduci e Combattenti e Croce Rossa Italiana. 

## Infrastrutture e trasporti

### Strade
Toffia si trova sulla strada provinciale n. 41 "Farense", che la collega da un lato a Fara in Sabina e dall'altro alla Salaria presso Osteria Nuova.
La Strada statale 4 Via Salaria è l'arteria di maggiore importanza, che collega il comune a Roma e al capoluogo Rieti, nonché alle città di L'Aquila e Ascoli Piceno.

### Ferrovie
Toffia non è servita da alcuna linea ferroviaria. Il paese avrebbe dovuto essere collegato dalla ferrovia Salaria (Roma-Rieti-Ascoli Piceno-San Benedetto del Tronto), che fu più volte progettata sin dalla fine dell'Ottocento ma mai realizzata.

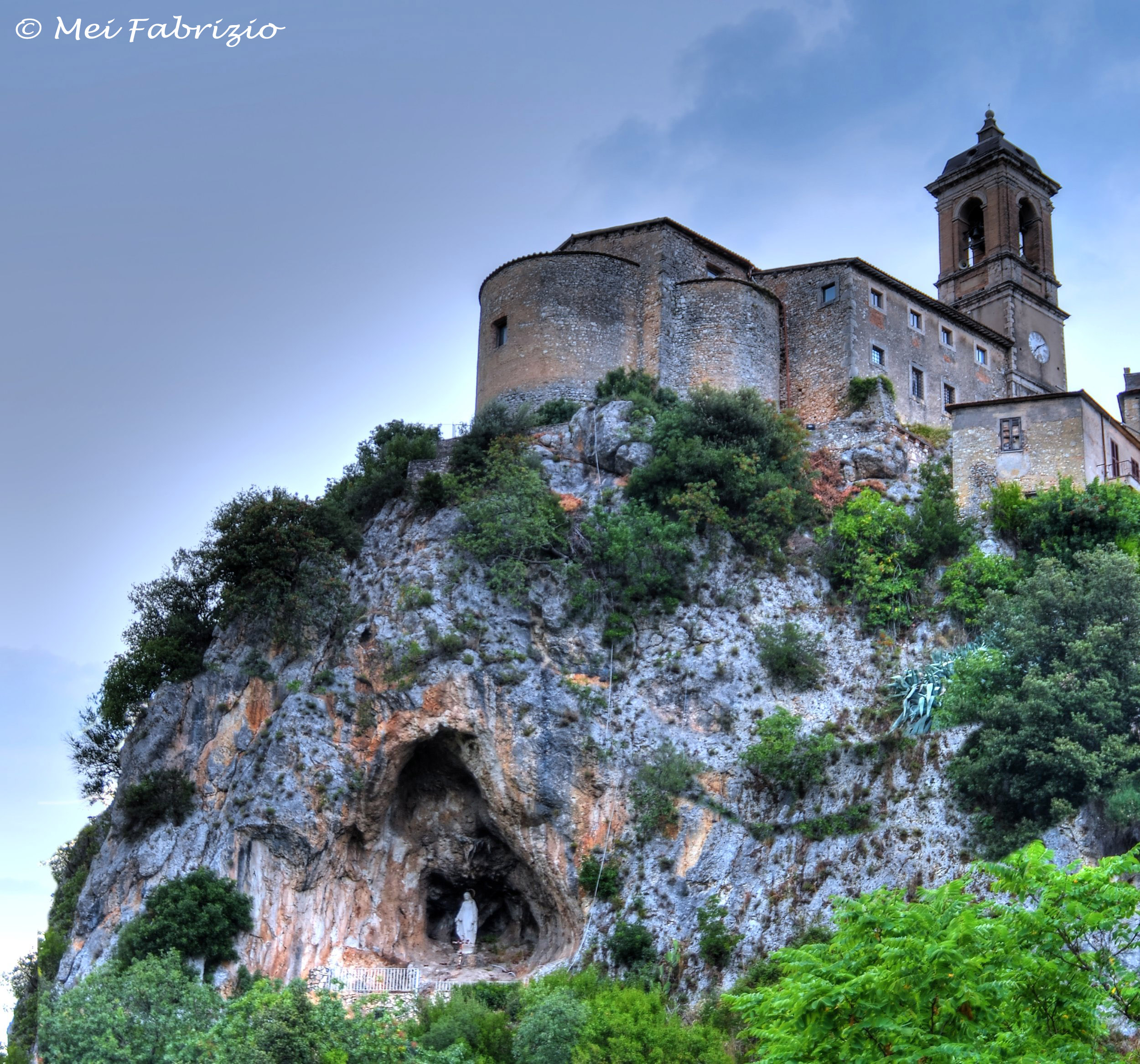
Toffia

## Amministrazione
Nel 1923 passa dalla provincia di Perugia in Umbria, alla provincia di Roma nel Lazio, e nel 1927, a seguito del riordino delle circoscrizioni provinciali stabilito dal regio decreto n. 1 del 2 gennaio 1927, per volontà del governo fascista, quando venne istituita la provincia di Rieti, Toffia passa a quella di Rieti. Nel 1975 alle elezioni comunali del 15 e 16 giugno vinse una lista comunista con simbolo proprio del PCI con sindaco Giancarlo Benedetti, restò in maggioranza fino allo scioglimento del partito il 3 febbraio 1991.